# Mineria d'Angola
La mineria d'Angola és una activitat amb un gran potencial econòmic, ja que el país té un dels recursos més grans i diversificats d'Àfrica. Angola és el tercer productor de diamants a l'Àfrica i només ha explorat el 40% del territori ric en diamants del país, però ha tingut dificultats per atraure inversions estrangeres a causa de la corrupció, les violacions dels drets humans, i el contraban de diamants. La producció va augmentar un 30% el 2006 i Endiama, l'empresa nacional de diamants d'Angola, esperava que la producció augmentés un 8% el 2007 a 10 milions de quirats (2.000 kilos) anuals. El govern està intentant atraure empreses estrangeres a les províncies de Bié, Malanje i Uíge. Angola també ha estat històricament un important productor de mineral de ferro.

## Breu història d'Angola
Els portuguesos van arribar 1475 a la costa del que avui és Angola. Fins al segle xix, pràcticament es van quedar confinats als caps de pont de Luanda, Benguela i Moçâmedes i el seu hinterland. Van utilitzar aquests punts per tenir un paper fonamental en el comerç atlàntic d'esclaus: fins a 1830, més d'un milió d'angolesos foren exportats com a esclaus, principalment a Brasil, però també al Carib i a Amèrica del Nord. Obtenien els esclaus mitjançant incursions, però sobretot comprant-los a figures clau als regnes africans a l'est de Luanda. Les conquestes territorials van ser provades amb vacil·lació durant el segle xix, però l'ocupació del que després es va convertir a Angola no es va aconseguir fins als anys 1920. Sota el règim colonial portuguès a Angola es van fundar ciutats, pobles i viles, es van obrir vies fèrries, es van construir ports i es va desenvolupar gradualment una societat occidentalitzada. Des dels anys vint, l'administració de Portugal havia mostrat un interès creixent per desenvolupar l'economia i la infraestructura social dels països colonitzats.

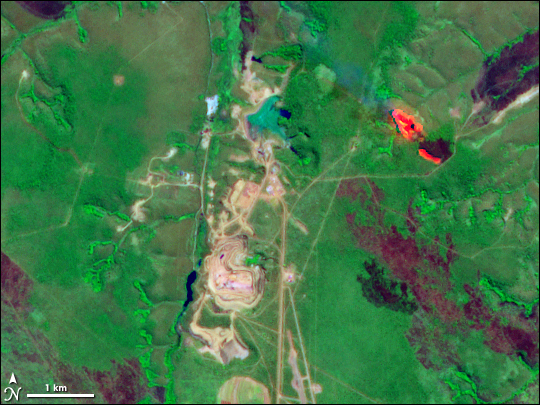
Vista de la Mina de diamants de Catoca

El 1956, el Moviment Popular per a l'Alliberament d'Angola (MPLA) va començar a lluitar contra el govern portuguès i els camps forçats de treball on els portuguesos estaven confinant molts africans. Molts d'ells hi foren recol·locats des de les seves llars. El 1974, la revolució dels clavells a Portugal va derrocar l' Estat Nou, i Angola es va independitzar de Portugal el 1975.
El moviment UNITA de Jonas Savimbi va començar a lluitar contra els seus rivals polítics poc després de la independència i va obtenir el suport dels Estats Units i Sud-àfrica a causa dels lligams dels seus rivals amb el comunisme i Cuba. El líder del MPLA Agostinho Neto es va declarar president del país amb el suport de Cuba i va fundar un règim inspirador marxista-leninista. Després de la mort de Neto en 1979, José Eduardo dos Santos esdevingué el seu successor. Es van produir 27 anys de disturbis i guerra civil entre UNITA i el MPLA. Però a principis dels anys noranta UNITA va perdre el suport dels Estats Units i Sud-àfrica a causa de la negativa d'UNITA a acceptar un acord que implicava la seva integració pacífica en el sistema multipartidista introduït pel MPLA el 1991. Cuba també va sortir de la guerra civil deixant el MPLA i Unita lluitant sense el suport de les potències mundials.
Durant la guerra es van disputar constantment les mines de diamants, per la qual cosa no era segur que hi treballessin els miners, i generalment després de la retirada de les tropes hi quedaven mines terrestres plantades a tot arreu. Això va dificultar l'extracció dels diamants, però no va impedir que el MPLA o UNITA utilitzessin els diamants per finançar la guerra. La gran quantitat de diamants i petroli que es van extreure podrien haver finançat la guerra civil durant uns altres 27 anys, però el líder d'UNITA Savimbi va ser assassinat pels soldats del MPLA el 2002. Això va portar a un alto el foc gairebé immediat.

## Diamants
Encara que hi ha alguns informes sobre exportacions de diamants d'Angola pels portuguesos ja al segle xviii, la moderna mineria de diamant industrial tal com la coneixem avui va començar el 1912, quan es van descobrir gemmes en un rierol de la regió de Lunda-Nord al nord-est. El 1917, Diamang va rebre la concessió per a la mineria de diamants i la prospecció, que va mantenir fins a la independència. El govern va obtenir el control de la companyia el 1977. Una llei general sobre activitats mineres (Llei 5/79) promulgada a l'abril de 1979 va donar a l'Estat el dret exclusiu de prospectar i explotar els minerals. En conseqüència, una empresa estatal de mines de diamants, la Empresa Nacional de Diamantes (Endiama), va ser fundada el 1981 i va adquirir el 77 per cent del govern en Diamang. UNITA va seleccionar la indústria de la mineria de diamants com a objectiu principal i aviat va impedir-ne l'explotació. Les dues companyies estrangeres implicades en el manteniment i l'explotació de la indústria van sortir d'Angola el 1986 i, a mitjan 1986, es va dissoldre oficialment Diamang, deixant grans deutes.
Els atacs d'UNITA als centres de mineria, la interrupció de les rutes de transport i el robatori i el contraban generalitzat van fer que les vendes de diamants caiguessin en 33 milions de dòlars l'any 1985 i es calcula que van ser de 15 milions de dòlars l'any 1986.
A la fi de l'any 1986, Roan Selection Trust (RST) International, filial de la societat titulat luxemburguesa ITM International, va començar a explotar a la zona de Cafunfo, al llarg del riu Cuango, el lloc dels dipòsits aLluvials de diamants més valuosos d'Angola. La mineria havia estat detinguda allí durant més de dos anys després que UNITA va atacar el campament miners al febrer de 1984, va segrestar 77 treballadors expatriats i va danyar greument els equips de mineria. Després del posterior segrest d'un expatriat britànic el novembre de 1986, es van enfortir les forces de defensa a la zona, que van permetre la represa de les operacions mineres. En 1987, la producció va obtenir una mitjana de 60.000 quirats (12 kg) i es van produir 120.000 quirats (24 kg) a les altres dues zones mineres, Andrada i Lucapa. El 1987 la producció de diamants s'havia elevat a 750.000 quirats (150 kg), en comparació amb els menys de 400.000 quirats (80 kg) produïts el 1986. La xifra de 1987, però, encara no era gaire més gran que producció de 1985 i només una mica més de la meitat de la producció de 1980.
Aquest augment de la producció s'ha beneficiat de l'augment del preu per quirat rebut pels diamants angolesos. La represa de la mineria a la zona al llarg del riu Cuango i menys robatoris de pedres d'alt valor a les àrees d'Andrada i Lucapa han augmentat la producció (mesurada per valor). D'altra banda, Endiama, que supervisa la indústria i manté les vendes mensuals, s'ha beneficiat de la millora general del mercat del diamant mundial, així com la voluntat dels distribuïdors de pagar preus més alts, amb l'esperança de garantir un tractament afavorit en el futur. Com a resultat, el valor mitjà del quirat establert per les vendes mensuals l'any 1987 va superar els 110 dòlars EUA, més del doble que el 1985 (45 dòlars EUA) i el més alt des de 1981 (119 dòlars EUA).
En 1987, Endiama va signar un contracte de mineria de dos anys amb la Sociedade Portuguesa de Empreendimentos (SPE), una empresa portuguesa que va contractar a molts tècnics portuguesos prèviament empleats per Diamang. Els antics accionistes de Diamang van fundar SPE en 1979 després de la nacionalització de Diamang. Els termes precisos del contracte no es van fer públics, però es pensava que l'empresa emprendria una nova prospecció, que havia paralitzat des de la seva independència. A través d'una subsidiària, la SPE també va ajudar Endiama a valorar diamants. Al desembre de 1987, Angola també va signar un acord amb la Unió Soviètica per cooperar en la mineria de diamants i quars. Segons els termes de l'acord, la Unió Soviètica participaria en empreses mineres i elaboraria un mapa geològic detallat d'Angola.
El 1987 el govern també va començar a revisar la llei minera de 1979 per animar les noves empreses a invertir en la indústria de la mineria de diamants i reprendre la prospecció en particular. Entre les empreses que es creia que consideraven invertir el 1988 hi havia el conglomerat britànic Lonrho, que havia tingut un interès cada vegada més actiu a Angola a la fi dels anys vuitanta. El gegant sud-africà de mineria de diamants DeBeers també es va interessar després que va perdre els seus drets de comercialització exclusiva per als diamants angolesos a finals de 1985 a causa de les sospites governamentals que DeBeers havia baixat la valoració dels diamants angolesos. DeBeers va expressar el seu interès per estudiar les canonades de kimberlita, dipòsits subterranis profunds que, a causa de l'esgotament dels dipòsits al·luvials, es pensaven que representaven el futur de la indústria del diamant angolès.
Angola és el tercer productor de diamants a l'Àfrica i només ha explorat el 40% del territori ric en diamants del país, però ha tingut dificultats per atreure inversions estrangeres a causa de la corrupció, les violacions dels drets humans i el contraban de diamants. La producció va augmentar un 30% el 2006 i Endiama, l'empresa nacional de diamants d'Angola, espera que la producció augmenti un 8% el 2007 a 10.000.000 quirats (2.000 kg) anuals. El govern està intentant atraure empreses estrangeres a les províncies de Bié, província de Malanje i Uíge.
El govern angolès perd 375 milions de dòlars anuals pel contraban de diamants. El 2003 el govern va començar l'operació Brillant, una investigació anti-contraban que va arrestar i deportar 250.000 contrabandistes entre 2003 i 2006. Rafael Marques de Morais, periodista i activista de drets humans, va descriure la indústria del diamant en el seu informe de 2006 "Angola's Deadly Diamonds", com a plagat d'"assassinats, pallisses, detencions arbitràries i altres violacions dels drets humans". Marques va fer una crida als països estrangers per boicotejar els "diamants de sang".

## Impactes ambientals de la mineria de diamants
A Angola, els diamants són la segona exportació líder del país darrere del petroli. Però la seva extracció causa danys a les plantes, l'aigua i el sòl. Dels dos mètodes primaris d'extracció de diamants (mineria de canonada kimberlita i mineria al·luvial, la mineria del canonada té més impacte. Els grans trossos de roca s'eliminen amb maquinària pesada i es traslladen a les plantes de cribratge on es busquen diamants. Per navegar les màquines i camions cal construir carreteres, separant la terra. La mina de diamants de Catoca (9° 24′ 08″ S, 20° 18′ 02″ E / 9.402323°S,20.3005028°E) va tenir en compte els problemes d'impacte ambiental a l'hora de construir-se. Es diu que aquesta mina en particular té una reserva d'uns 60.000.000 quirats (12.000 kg). Tanmateix les altres mines no estaven dissenyades per reduir els impactes mediambientals. A part de l'eliminació de quantitats massives de terra per a la mineria, la pràctica també travessa els nutrients del sòl quan es produeix l'extracció de diamants.
La mineria de canonada afecta la flora local amb la construcció de carreteres; els boscos es veuen interromputs quan la maquinària arrenca arbres per fer camins a les mines. S'estima que s'ha de treure una tona de terra per produir menys d'1 quirat (0,20 gr), i que aviat la mina de diamants de Catoca produirà fins a 5.000.000 quirats (1.000 kg) anuals, que es traduirà a gairebé 4.500 tones de terra remoguda cada any. Una vegada que la terra es veu atacada d'aquesta manera, és molt difícil que la vegetació torni a créixer.
La qualitat de l'aigua es veu afectada negativament per la mineria al·luvial. Molts rius es desvien perquè es puguin explotar mines; es creen canals i es corben parts curtes del riu. Tot i que els rius poden tornar al seu estat natural després de la mineria, solen abandonar-se en les mateixes condicions que quan estaven en producció. Els dipòsits de sòls afecten la qualitat de l'aigua a mesura que es desenterra la terra. L'aigua s'estanca en sediments, contaminant l'aigua potable per als animals. L'oli i els productes químics procedents de les mines de canonada es filtren a terra i al subministrament d'aigua.
En els llocs on l'aigua ja és escassa, és important mantenir l'aigua potable que tenen en bon estat de conservació.

## Polítiques mineres
S'han promulgat moltes polítiques mediambientals durant les dues últimes dècades a causa de l'amenaça que planteja la mineria als ecosistemes i la biodiversitat a moltes regions del món. Angola es troba en un dels cinc llocs més amenaçats del món. El bosc congolès que s'està en perill d'extinció a causa de pràctiques d'explotació mineres, Agenda 21: la Cimera de la Terra de 1992 va demanar a les empreses transnacionals reduir el dany ambiental i als països desenvolupats iniciar un consum sostenible. Convenció sobre Diversitat Biològica: articles creats per prevenir i respondre a activitats i impactes que amenacen la biodiversitat. Panell Intergovernamental sobre Boscos: programa forestal nacional que aborda el desenvolupament industrial, l'agricultura i l'energia per evitar males opcions polítiques que puguin afectar negativament els boscos, com la mineria. Directrius de Berlín: Departament de les Nacions Unides de Cooperació Tècnica per al Desenvolupament, fa èmfasi en la gestió mediambiental en la mineria. UNCTAD: Un projecte que integra l'activitat minera amb la planificació d'un futur sostenible.

## El desenvolupament econòmic d'Angola després de la guerra civil
A causa de l'enorme quantitat de recursos naturals d'Angola, el seu Producte Interior Brut està creixent a un ritme del 16,3%. El creixement que s'ha produït es deu a la finalització de la guerra civil, que ha permès que les empreses estatunidenques arribin al país per establir plataformes petrolieres i obrir noves mines de diamants. Però el creixement econòmic del país no s'estén per estimular el desenvolupament de la població, el 65% dels habitants viuen amb un dòlar al dia. També hi ha milions de refugiats i antics soldats d'Unita i MPLA vivint en camps de tot el país amb malària i disenteria.

## Desenvolupament per al futur
Proporcionar llocs de treball i ingressos sostenibles per als milions d'angolesos desplaçats implicarà el desenvolupament de l'agricultura i la indústria que no depèn dels recursos no renovables. El preu dels diamants es va reduir després de l'obertura de grans mines a Rússia i Xina. Angola té grans rius i regions delta, que potencialment es podrien utilitzar per crear electricitat per exportar-se a països veïns.

## Mineral de ferro
Quan es van produir importants exportacions, el mineral de ferro ja no es va extreure a Angola a final de la dècada de 1980, a causa de problemes de seguretat i transport. Des de mitjan 1950 fins a 1975, el mineral de ferro es va extreure a les províncies de Malanje, Bié, Huambo i Huíla, i la producció va assolir una mitjana de 5,7 milions de tones anuals entre 1970 i 1974. La major part del mineral de ferro va ser enviat al Japó, Alemanya Occidental i Gran Bretanya; es van obtenir gairebé 50 milions de dòlars l'any en beneficis d'exportació. Després de la independència, el govern va establir una empresa estatal, l' Emprêsa Nacional de Ferro de Angola—Ferrangol per a l'exploració i la mineria, la transformació i la comercialització de mineral de ferro. Ferrangol va contractar amb Austromineral, una empresa austríaca, per reparar les seves instal·lacions i organitzar la producció a Cassinga a la província de Huila. La producció va començar a retardar-se el 1974 a conseqüència de problemes tècnics a la mina Cassinga i es va aturar completament a l'agost de 1975. L'àrea va quedar sota control estranger quan les forces sud-africanes la van envair el 1975. Encara que Sud-àfrica va retirar les seves tropes a principis de 1976, fins al 1988 no s'ha reprès la mineria a la zona.
El 1988, les mines de Cassinga tenien una capacitat de producció d'aproximadament 1,1 milions de tones anuals. No obstant això, el ferrocarril cap al port de Namibe (Caminho de Ferro de Moçâmedes) necessitava una reparació extensiva, ja que es trobava a només 310 quilòmetres al nord de la frontera de Namíbia, i no es podia assegurar contra els atacs sud-africans. A més, UNITA era activa a la zona i va suposar una amenaça per a la línia ferroviària si es reparava. Fins i tot suposant que aquests problemes es poguessin resoldre, la producció de mineral de ferro a Cassinga seria costós en vista de l'estat deprimit del mercat mundial de l'acer a la fi dels anys 80.

## Altres minerals
Angola també és rica en altres recursos minerals que no havien estat totalment explotats a principis del segle XXI. Aquests són manganès, coure, or, fosfat, granit, marbre, urani, quars, plom, zinc, tungstè, estany, fluorita, sofre, feldespat, caolí, mica, asfalt, guix i talc. El govern espera reprendre la mineria al sud-oest per a quars cristal·lins i marbres ornamentals. S'estima que es podrien extreure anualment 5.000 metres cúbics de marbre durant un període de vint anys. Una empresa estatal va explotar granit i marbre a la província de Huila i la província de Namibe, i el 1983 va produir 4.450 metres cúbics de granit i 500 metres cúbics de marbre. Des d'aleshores, la companyia ha cessat la seva producció per reutilitzar-la amb maquinària moderna. La producció de quars, però, va ser suspesa indefinidament a causa de la situació militar a les zones properes als llocs d'extracció de la província de Kwanza-Sud.
El govern va establir una empresa el 1980 per explotar els dipòsits de fosfat al nord-oest. Hi havia 50 milions de tones de dipòsits a la província del Zaire i al voltant de 100 milions de tones a la província de Cabinda. Encara que les empreses búlgares i iugoslaves van fer estudis dels dipòsits en ambdues ubicacions, en 1988 la producció no havia començat a cap lloc.